# Il caso Mattei
Il caso Mattei è un film del 1972, diretto da Francesco Rosi e dedicato alla figura di Enrico Mattei, presidente dell'Eni, morto in un incidente aereo il 27 ottobre 1962.
Ha vinto il Grand Prix per il miglior film al 25º Festival di Cannes ex aequo con La classe operaia va in paradiso di Elio Petri. Nello stesso festival Gian Maria Volonté, protagonista di entrambi i film, ebbe una menzione speciale.
Il film è stato selezionato tra i 100 film italiani da salvare. Nonostante ciò, il film non è mai stato distribuito in DVD.

## Trama
Il film inizia nel 1962 con il recupero dei resti di Enrico Mattei, del pilota Irnerio Bertuzzi e del giornalista statunitense William McHale precipitati con l'aereo personale di Mattei nella campagna di Bascapè, presso Pavia, durante il ritorno da un viaggio in Sicilia, precisamente a Gagliano Castelferrato, in circostanze mai del tutto chiarite.
Un flashback torna indietro nel 1945, quando Mattei viene nominato commissario straordinario dell'Agip, con il difficile compito di liquidarla svendendola a privati o a grandi compagnie, ma capisce presto le potenzialità della società e decide di contravvenire alla disposizione, mantenendola abilmente in vita e addirittura la rafforza, evitando in questo modo la vendita. Grazie alla scoperta di giacimenti di idrocarburi a Cortemaggiore nel biennio 1946-1948 la rete dell'Agip riesce ad ergersi come una grande compagnia europea.
La narrazione del film si sposta nel 1970: il regista Francesco Rosi, che sta preparando un film sulla vita di Mattei, guarda una serie di diapositive ed in particolare quella riguardante il reportage di un giornalista (Renato Romano) che raccoglie la versione dei membri della Commissione d'inchiesta dell'aeronautica militare nominata dal governo, i quali espongono la tesi dell'incidente aereo, e quella di un testimone oculare della caduta dell'aereo, che però si contraddice. Le successive diapositive viste da Rosi riguardano le protezioni politiche di cui ha goduto Mattei e un incontro avvenuto nel 1960 tra Mattei e un magnate del petrolio statunitense. Nel frattempo, Rosi incarica il giornalista Mauro De Mauro di raccogliere materiale sull'ultimo viaggio di Mattei in Sicilia.
Il film rimane nel 1960: Mattei, spregiudicato ma geniale, stringe un accordo petrolifero con l'Unione Sovietica aggirando i prezzi imposti dai giganteschi trust anglo-statunitensi, le cosiddette sette sorelle, e si confronta prima con un giornalista francese e poi con uno inglese, cui espone il suo piano ambizioso: offrire ai paesi arabi e africani produttori di greggio, vessati da un passato coloniale, condizioni di sfruttamento delle loro risorse più vantaggiose di quelle proposte dai rappresentanti delle sette sorelle, inimicandoseli mortalmente. Accoglie anche un giornalista liberale che lo ha attaccato nel corso di un dibattito televisivo presentato da Ugo Zatterin e, mentre avviene un serrato scambio di battute tra i due, lo porta con sé in una visita ad un pozzo e ad una piattaforma petrolifera dell'AGIP in Medio Oriente, illustrandogli ancora il suo visionario progetto di superare il monopolio delle sette sorelle con una collaborazione diretta tra Stati produttori e Stati consumatori.
Il film torna nel 1970: scompare nel nulla il giornalista De Mauro, le autorità escludono la pista Mattei mentre i giornalisti la sostengono con forza. Si passa alle testimonianze sugli ultimi giorni di Mattei in Sicilia: viene ricostruita la cena con le massime autorità isolane, il pernottamento al motel AGIP di Gela, la visita e il discorso a Gagliano Castelferrato.
Si ritorna al 1970: viene arrestato un sospettato per la scomparsa di De Mauro e il sostituto procuratore promette risvolti sensazionali alla delegazione di giornalisti, i quali rivelano a Rosi che si tratta di false promesse perché il caso è destinato ad essere insabbiato. Perciò Rosi va ad intervistare lo studioso Michele Pantaleone e l'ex spia francese Thyraud de Vosjoli, che avanzano la tesi del sabotaggio dell'aereo di Mattei da parte della mafia o di un infiltrato di un servizio segreto straniero. Rosi mostra la tesi del sabotaggio ad opera di un fantomatico capitano Grillo mentre il pilota Bertuzzi viene allontanato con la scusa di una telefonata e il regista scopre anche che i testimoni oculari dell'evento preferiscono mantenere l'omertà.

Nel finale, il film fa nuovamente un salto indietro nel tempo fino al 1962 e mostra la partenza dell'aereo di Mattei dall'aeroporto di Catania e la successiva caduta nella campagna di Bascapè con l'arrivo dei soccorsi, ricollegandosi all'inizio della pellicola. Per ultimo, in sottofondo si sente l'affermazione di Mattei già sentita nel corso del colloquio con il giornalista liberale:

## Produzione

### Il soggetto e le fonti
L'idea del film venne a Rosi a seguito della lettura del libro L'assassinio di Enrico Mattei, scritto dai giornalisti Fulvio Bellini e Alessandro Previdi, i quali sostenevano apertamente la tesi dell'omicidio di Mattei mediante sabotaggio dell'aereo. Rosi chiamò i due autori a collaborare alla sceneggiatura e, negli ultimi giorni del luglio del 1970, contattò anche il giornalista de L'Ora Mauro De Mauro, conosciuto ai tempi della lavorazione del film Salvatore Giuliano, per ricostruire le ultime ore di vita vissute da Mattei a Gagliano Castelferrato, nell'ennese. L'intento del regista era di ottenere piccoli particolari da inserire nella sceneggiatura. De Mauro, allettato dall'importanza del compito assegnatogli e dal buon compenso promessogli dal produttore Pietro Notarianni dalla Vides, iniziò immediatamente le sue ricerche. Andò a Gagliano Castelferrato dove grazie al signor Puleo, gestore del locale cinema, riuscì a procurarsi il nastro con l'ultimo discorso fatto dal Mattei; chiese colloqui anche con Graziano Verzotto, uomo politico e amministratore dell'Ente Minerario Siciliano (da molti indicato come molto vicino alla cosca di Giuseppe Di Cristina) e con Vito Guarrasi, personaggio molto ambiguo vicino tanto ad Amintore Fanfani quanto ai servizi segreti statunitensi. Il 16 settembre del 1970 De Mauro venne sequestrato proprio sotto casa sua in viale delle Magnolie a Palermo e non fu mai più ritrovato. Il regista decise allora di inserire l'episodio di De Mauro all'interno della pellicola.

### Le pressioni su Rosi
Sia l'Eni presieduta da Eugenio Cefis che la filiale italiana della Esso (una delle sette sorelle) cercarono di esercitare un controllo sul film sotto forma di aiuti economici e consulenze, tanto che si diffuse la voce, poi smentita, che furono fatte pressioni per modificare la sceneggiatura. Rosi stesso raccontò di aver ricevuto delle minacce di morte durante la lavorazione del film: "Ho fatto molti film sulla mafia e sulla camorra ma non ho mai ricevuto minacce. Per Mattei ho avuto minacce, le ho avute. Non mi chiedete nomi, come e quando, però le ho avute. Sono state esplicite, esplicite, molto esplicite".

### Cast
Nel cast del film figurano anche diversi giornalisti di fama: Furio Colombo, nella parte del giovane assistente di Mattei, Arrigo Benedetti e Ugo Zatterin che interpretano se stessi.

## Accoglienza

### Incassi
Nella stagione 1971-1972, il film incassò 341.000.000 lire.
Oliver Stone ha dichiarato di essersi ispirato allo stile di questa pellicola per la realizzazione del suo JFK - Un caso ancora aperto (1991).
In un'intervista su Repubblica nel 1995, Rosi denunciò la circostanza che il film venisse sempre trasmesso dalla Rai in tarda notte e mai in prima serata. Affermò inoltre che, nonostante fosse vincitore della Palma d'oro a Cannes, negli Stati Uniti d'America il film circolò solo per pochi giorni perché distribuito dalla Paramount, legata ad una delle sette sorelle.

### Critica
Unendo la cronaca alla ricostruzione documentaria, Francesco Rosi elabora in questo film un'articolata strategia narrativa, intrecciando le informazioni provenienti dalle diverse fonti e accostando vari punti di vista, dall'intervista, all'inchiesta, al reportage televisivo, senza rinunciare a intervenire direttamente, mettendosi in scena, ponendo quesiti e sollecitando risposte.
Il caso Mattei è un giallo politico che esce dalle convenzioni, attraendo sia per la composizione narrativa a mosaico, sia per il ritmo serrato del racconto, che vaglia di volta in volta le diverse ipotesi sulla morte di Mattei senza però avvalorarne alcuna. Le rotture improvvise del filo conduttore, le accelerazioni, gli inserti documentari, le apparizioni dello stesso Rosi, unite alle divagazioni sulla vita del primo presidente dell'Eni, fanno del Caso Mattei uno dei migliori film-inchiesta del cinema italiano e uno dei più personali del regista.

## Riconoscimenti
- 1972 – Festival di Cannes
  - Grand Prix e menzione speciale a Gian Maria Volonté